# 25 kopiejek (1854–1857) MW
25 kopiejek (1854–1857) MW – moneta o wartości dwudziestu pięciu kopiejek, bita na podstawie ukazu carskiego z 15 października 1841 r., unifikującego z dniem 1 stycznia 1842 r. systemy monetarne Królestwa Kongresowego i Imperium Rosyjskiego. Monetę bito w mennicy w Warszawie, w srebrze, z datą 1854 i 1857, według rosyjskiego systemu wagowego – zołotnikowego, opartego na funcie rosyjskim. Była następczynią dwunominałowej dwudziestopięciokopiejkówki bitej w latach 1842–1850.

## Awers
Na tej stronie umieszczono orła cesarstwa rosyjskiego – dwugłowy orzeł z trzema koronami, w prawej łapie trzyma miecz i berło, w lewej jabłko królewskie, na piersi tarcza herbowa ze Św. Jerzym na koniu powalającym smoka, wokół tarczy łańcuch z krzyżem Św. Andrzeja, na skrzydłach orła sześć tarcz z herbami – z lewej strony Kazania, Astrachania, Syberii, z prawej strony Królestwa Polskiego, Krymu i Wielkiego Księstwa Finlandii. Na dole, po obu stronach ogona orła, znajduje się znak mennicy w Warszawie – litery M.W..Otokowo umieszczono napis:

ЧИСТАВО СЕРЕБРА 1 ЗОЛОТНИКЪ 5 ¼ ДОЛЕЙ

a dookoła otok z perełek.

## Rewers
Na tej stronie w wieńcach laurowym (z lewej) i dębowym (z prawej) przewiązanych wstążką u dołu, umieszczono pod koroną nominał „25", pod nim „КОПѢЕКЪ”, poniżej rok 1854 lub 1857, a dookoła otok z perełek.

## Opis
Monetę bito w mennicy w Warszawie, w srebrze próby 868, na krążku o średnicy 24,5 mm, masie 5,24 grama, z rantem skośnie ząbkowanym. Według sprawozdań mennicy w latach 1854 i 1857 w obieg wypuszczono 213 301 monet, z czego 9326 w roku 1854 oraz 203 975 w roku 1857.
Stopień rzadkości poszczególnych roczników przedstawiono w tabeli:
| Rocznik               | Stopień rzadkości | Szacowana liczba egzemplarzy | Zdjęcie |
| --------------------- | ----------------- | ---------------------------- | ------- |
| 25 kopiejek 1854 M.W. | R6                | 7–25                         |         |
| 25 kopiejek 1857 M.W. | R5                | 26–120                       |         |

Ze względu na fakt, że okres bicia monety przypada na czas rządów dwóch carów, w numizmatyce rosyjskiej moneta, w zależności od wybitej daty, zaliczana jest do dwóch odrębnych kategorii:
- monet cara Mikołaja I (1854) oraz
- monet cara Aleksandra II (1857).

Moneta o tym samym nominale i takich samych rysunkach rewersu i awersu, poza Warszawą, była bita jeszcze w jednej mennicy:
| Nominał     | Lata      | Znak mennicy | Mennica    |
| ----------- | --------- | ------------ | ---------- |
| 25 kopiejek | 1848–1858 | С.П.Б.       | Petersburg |
| 25 kopiejek | 1854,1857 | M.W.         | Warszawa   |